# Arxiu Comarcal del Maresme

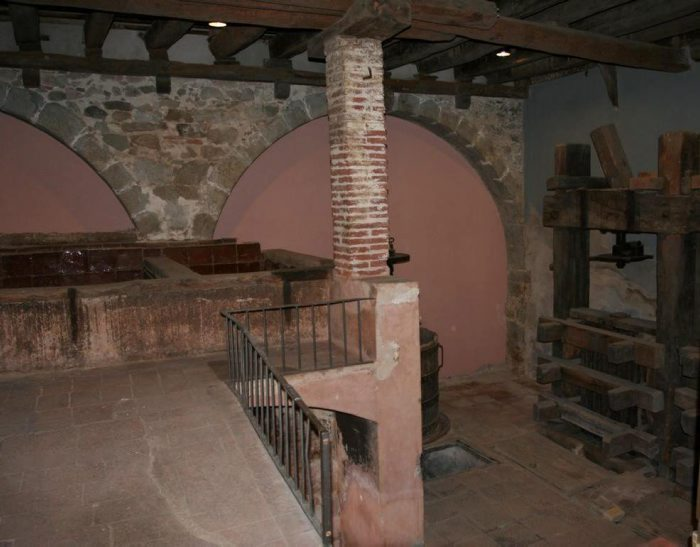
El celler de Can Palauet està documentat des del i té premses i cups dels segles i.

L'Arxiu Comarcal del Maresme (ACM), va ser creat el 31 de gener de 1984. El nom de l'ens d'aleshores i durant els seus primers anys d'existència fou «Arxiu Històric Comarcal de Mataró». Està situat al carrer d'en Palau número 32 de Mataró (capital del Maresme) i la seva direcció correspon al Departament de Cultura de la Generalitat de Catalunya, mentre que part de la gestió correspon al Consell Comarcal del Maresme i a l'Ajuntament de Mataró. Comparteix espais, instal·lacions i aspectes administratius i tècnics amb l'Arxiu Municipal de Mataró. L'Arxiu Comarcal s'encarrega de custodiar els fons documentals que provenen de les diferents administracions i titularitats de l'àmbit comarcal i de fer difusió dels fons històrics que li han estat encomanats per via de transferència, donació o cessió en comodat.
A final de l'any 2014 l'arxiu custodiava 3.161 metres lineals amb un abast cronològic dels segles xii-xxi. Per a accedir a l'arxiu només cal el document nacional d'identitat (DNI). Des de la darreria de l'any 2015, sota una nova direcció, l'Arxiu Comarcal del Maresme està duent una intensa tasca de suport als municipis de la demarcació i ha iniciat una política sistemàtica de captació de fons municipals de corporacions locals de poblacions inferiors a 10.000 habitants en compliment del que preveu el desplegament de la Llei 10/2001, de 13 de juliol d'Arxius i Documents.
El 24 de novembre de 2016 va rebre guardó «TIC Cultura» per la tasca de difusió, accessibilitat i transparència de la documentació pública i privada que custodia i gestiona. També gràcies a aquests motius l'Arxiu Comarcal del Maresme fou escollit com un dels 50 noms propis de la comarca del Maresme de l'any 2016.

## Història[calcitació]
L'Arxiu Comarcal del Maresme forma part de la Xarxa d'Arxius Comarcals i està adscrit al Departament de Cultura de la Generalitat de Catalunya. El 31 de desembre de 1984 se signà el conveni de creació d'aquest ens entre el Departament de Cultura i l'Ajuntament de Mataró. L'objectiu principal de l'entitat és vetllar per la bona custòdia i difusió del patrimoni documental de Mataró i de la comarca del Maresme. D'aquesta manera, l'ACM col·labora amb els altres arxius existents a la comarca per tal d'oferir el millor servei i assessorament sobre la globalitat del patrimoni documental del Maresme i acompanya en matèria de gestió documental, accés a la informació, transparència i bon govern als municipis inferiors a 10.000 habitants i que, per tant, no disposen d'arxiver.
L'ACM ingressa reglamentàriament la documentació pròpia de la Generalitat a la comarca, i mitjançant conveni, la d'altres administracions públiques o bé de les persones físiques o jurídiques de caràcter privat (entitats, associacions, empreses, fons personals, etc.). Entre els seus fons més destacats hi ha el del Districte Notarial de Mataró (1715-1990), el Municipal de Mataró (1454-2011), el de la Comptadoria d'Hipoteques del Districte de Mataró (1768-1862), el fons municipals de les poblacions d'Òrrius, Cabrera de Mar, Caldes d'Estrac, Sant Vicenç de Montalt, Sant Pol de Mar, Santa Susanna i Teià així com els de les cambres agràries de bona part dels municipis de la comarca del Maresme o dels Jutjats de Mataró i d'Arenys de Mar entre d'altres.

## Edifici[calcitació]

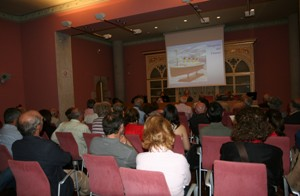
Sala d'actes de l'Arxiu Comarcal del Maresme

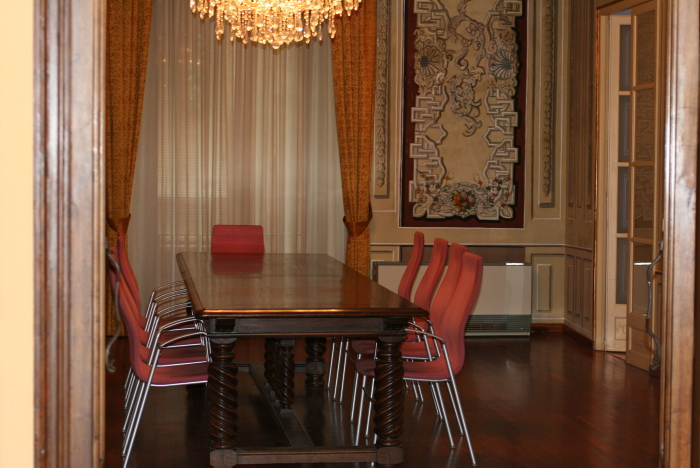
La sala de les Pintures amb la decoració parietal del i la taula de l'antic saló del consell Municipal de Mataró.

L'Arxiu està situat a l'edifici Can Palauet (segles XV-XIX)i la restauració i condicionament com a arxiu i sala d'exposicions fou inaugurada el 20 de desembre de 1997. Can Palauet era una casa senyorial i la residència de la família Palau. Part de la façana és originària del segle xvii per bé que també compta amb detalls del casal gòtic preexistent. L'aspecte actual de la façana és fruit de la restauració de 1997. Entre els elements antics destaca la finestra coronella d'estil gòtic, que segurament pertany al segle xv. A l'interior, la decoració de la planta principal és del segle xix i XX. Al primer pis la sala de conferències de l'arxiu i el despatx del director presenten unes ventalles daurades amb pa d'or originals del vell casal dels Palau.
Un dels espais més interessants és la sala dita de les pintures que hi ha annexa a la sala de consultes de l'arxiu. En aquesta sala de representació els Palau hi comissionaren unes notables pintures que representen les virtuts cardinals de Plató (la Prudència, la Fortalesa, La Temprança i la Justícia). La sala allotja també l'antiga taula del saló de plens de l'Ajuntament de Mataró una obra de fusteria barroca segurament de la darreria del segle xvii. Malauradament, des de l'any 2007, aquesta sala que s'emprava per actes de petit format de l'Arxiu Comarcal del Maresme i Municipal de Mataró roman tancada al públic en general i als usuaris de l'arxiu en particular per causa d'una afectació per tèrmits de l'embigat de fusta que sosté el sostre pintat. El 2015 s'han reprès els estudis per valorar la possibilitat de restaurar el sostre i poder restablir l'activitat en aquest espai únic a Mataró.
Actualment, Can Palauet, a més d'allotjar l'Arxiu Comarcal del Maresme i l'Arxiu Municipal de Mataró també acull una sala d'exposicions que es troba a la planta baixa. En aquesta planta, a més de les modernes sales d'exposicions i del pati interior hi ha un celler documentat des del segle xvi que es troba en un excel·lent estat de conservació i, a uns metres d'aquest, hi ha una porta que dona accés a un hipogeu subterrani típicament maresmenc. Projectar aquest arxiu a l'edifici de la família Palau de Mataró, ha permès conservar una edificació exemple de casal urbà familiar, vinculat a l'agricultura. El projecte de remodelació del casal es va encarregar als arquitectes Isidre Molsosa i Montserrat Torres.

## Documents destacats

### Memorial dels actes del mas Xirau i del mas Ullastra

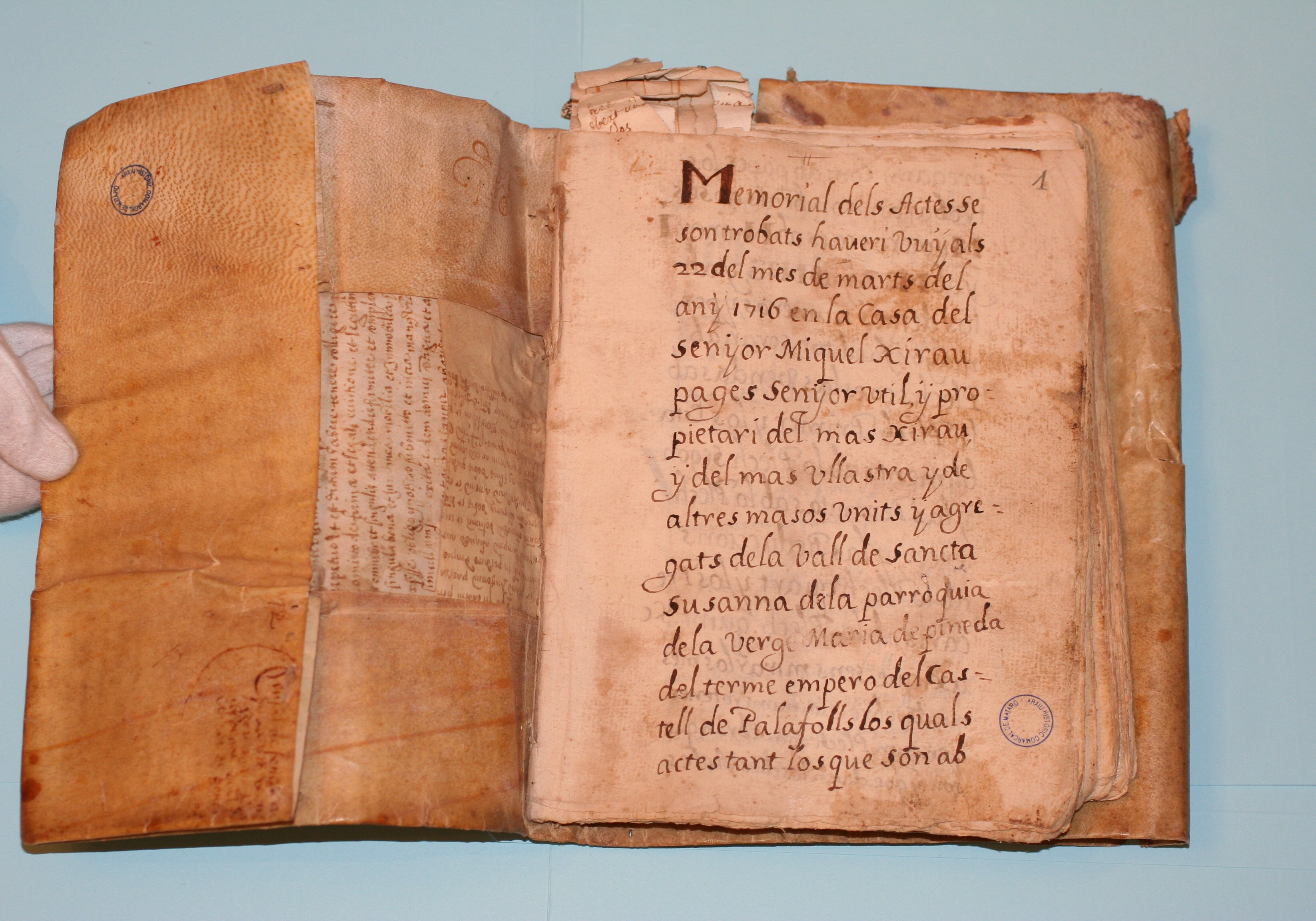
Memorial dels actes del mas Xirau i del mas Ullastra del 1716.

Aquest lligall de 1716 considerem que és d’especial importància, per la molta informació que conté sobre cases desaparegudes, les referències a masies encara existents i la gran quantitat de topònims que s'hi recullen. Però endemés és un bon exemple, de la utilitat de poder salvaguardar el patrimoni documental, car fou adquirit pel Departament de Cultura i Mitjans de Comunicació i dipositat en aquest Arxiu, perquè cal afegir que es tracta de documentació d’uns masos desapareguts, tal com fa constar en Josep M. Massons en la seva monografia Historia de la Vila de Santa Susanna que diu: «que de tots els masos situats a Vallxirau no en queden ni les runes», d’aquí que aquesta circumstància faci acréixer el valor històric d’aquest lligall, car ens permet conèixer la història del mas Xirau i del mas Ullastra, a través d’aquest memorial d’actes, que recull 107 documents amb un abast des de 1276 a 1634. També incrementa el seu interès la seva tipologia diplomatària, perquè té les cobertes formades per dos pergamins documentals (1553 i 1541) que fan referència entre altres a Rafael Xirau.

### Terrassa lliura blat a l'exèrcit francès
Tot i la poca documentació conservada en els fons municipals de Mataró, que ens permeti testimoniar la producció documental produïda pel seu Corregiment, s'han trobat una sèrie d'expedients que ens són molt úitls als respecte. Dintre d'aquests, hi ha el Promovido Por Ygnacio Mauri fabricante de Paños de la villa de Tarrasa sobre el ajuste de cuentas perteneciente al tiempo que subsistieron los enemigos en la pasada Guerra contra Francia, que abasta cronològicament des del 31 d’octubre de 1814 fins al 9 d’octubre de 1819, tot i que hi ha documents de 1812-13.
Format per seixanta documents, dels quals hem seleccionat un de referit al municipi de Terrassa sobre la provisió de blat per l'exèrcit francès del 30 d’agost de 1813. Tot i tractar-se d’un document redactat en llengua catalana, la qual va començar a ser implantada per l’administració napoleònica a Catalunya amb l’arribada del mariscal P.F.CH. Augereau a començament del 1810, no és massa freqüent que s'hagi conservat documentació escrita en aquest idioma. També aquest document ens permet constatar la nova divisió territorial que Napoleó Bonaparte va decretar el 26 de gener de 1813, en què dividia Catalunya en 4 departaments (el del Ter, els del Segre, el de Montserrat i el de les Boques de l’Ebre).

### Escriptures públiques d'1878

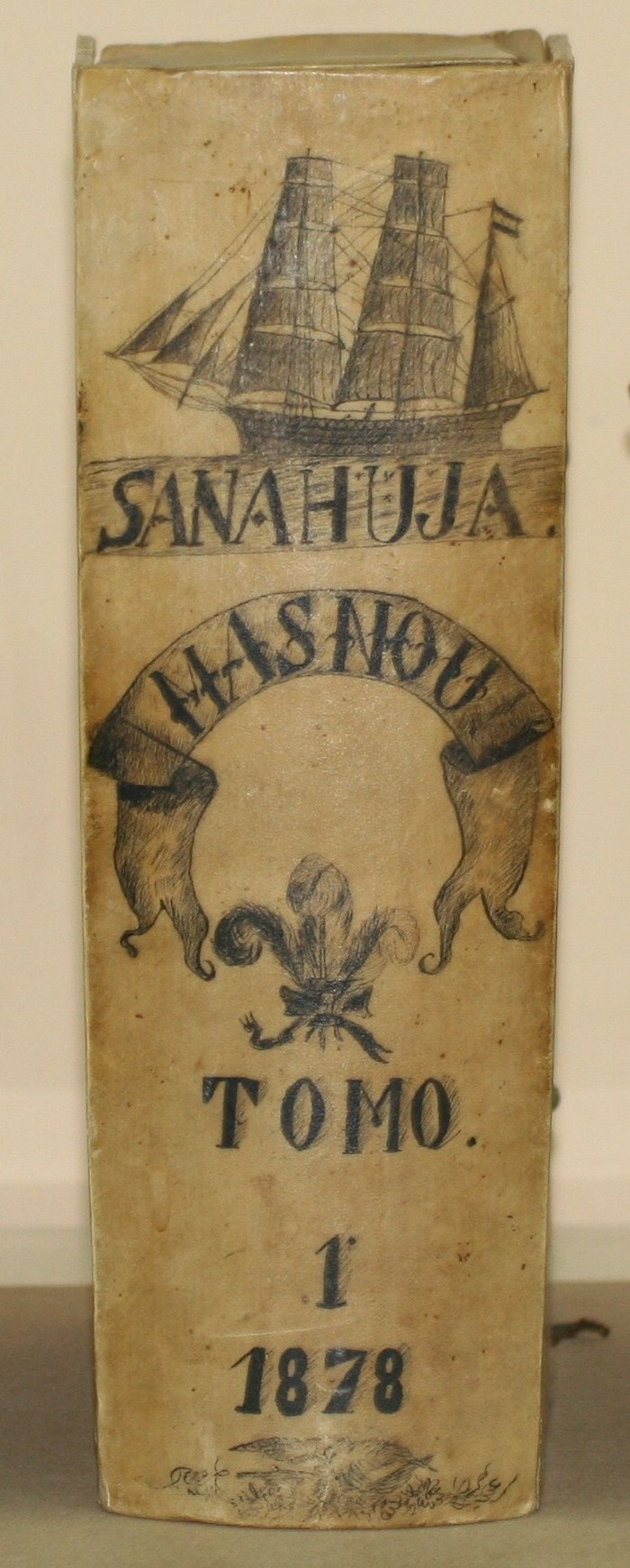
Tom primer corresponent a l’any 1878 d’escriptures públiques del notari del Masnou Francesc Sanahuja i Padreny

Coneixem els orígens de l'establiment de la notaria a Mataró, a través d’un manuscrit de 1775 (conservat al Museu Arxiu de Santa Maria) que recull el plet que van mantenir durant segles els rectors de la parròquia de Santa Maria, a rel de l’atorgament de l'establiment de la notaria que exercia la Universitat de Mataró, per privilegi reial atorgat el 1480. Aquest manuscrit ens dona notícia de que Bernat Ferrer va obtenir l'establiment de l'escrivania de Mataró el 21 de desembre de 1446. Per cert, tenim documentat a 13 de març de 1862, que l’arxiu de l'escrivania major i cúria de Mataró, es trobava en la casa (ara coneguda com a Can Cruzate), situada just enfront de l’Arxiu. Quan amb l’aplicació del R.D. de 8 de gener de 1869 es creaven els arxius generals de protocols dels districtes notarials, se’n feu càrrec el notari Juan Bautista Calvó i Real de Mataró, fons notarial que s'ha pogut salvaguardar de les vicissituds del 1936 al 1939, gràcies a la intervenció de la Generalitat de Catalunya que va fer-se càrrec d’aquest fons el 28 de juliol de 1938, custodiat a la notaria del llavors notari-arxiver Josep M. Montfort i Gutiérrez. D’entre aquest fons hem escollit un volum de protocol del notari Francesc Sanahuja i Padreny que va exercir al Masnou del 1871 al 1897, i que és l’única sèrie de protocols que coneixem amb els lloms dels volums il·lustrats.

### Projecte de clavagueram per Mataró

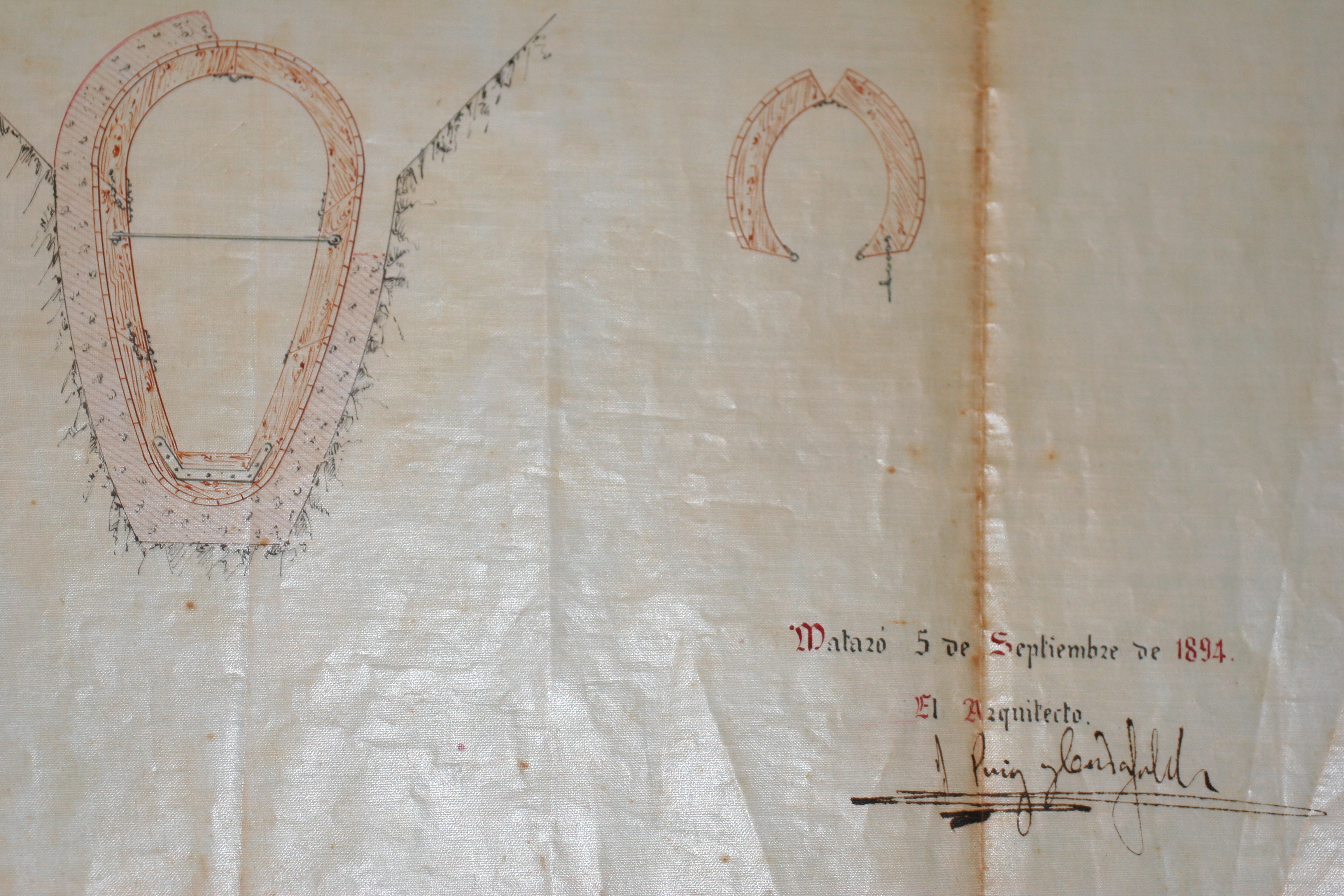
Projecte de claveregueram per a la ciutat de Mataró de Josep Puig i Cadafalch del 1894

L’arquitecte, historiador i polític Josep Puig i Cadafalch (Mataró 1867-Barcelona 1956), quan acabà els estudis d’arquitectura (1883), estigué professionalment molt vinculat a Mataró i al Maresme, desenvolupant una intensa activitat, no només com arquitecte, si no com arqueòleg i dinamitzador cultural. En els anys que va ser arquitecte municipal de Mataró (1892-1896), d’entre les seves intervencions dutes a terme en aquest quatre anys, hi ha la Memoria sobre el estado sanitario de la ciudad de Mataró, presentada a la Junta de Sanidad por D. Luís Viladevall i Malagá i D. José Puig i Cadafalch arquitecto i el Pliego de condiciones para la construcción de la red general de alcantarillado de la Ciudad de Mataró (1894). Forma part d’aquest expedient el fragment del projecte que presentem, que ha estat publicat per l’Ajuntament de Mataró (El clavegueram modern de Mataró: del projecte de Josep Puig i Cadafalch a l'actualitat, 2001).

### Avís del Consejo Regulador de la D.O. Alella
En el fons procedent de la Cambra Agrària Local de Teià, hi ha una sèrie documental sobre el «Consejo Regulador de la Denominación de origen de Alella», de la que hem seleccionat aquest document imprès en format cartell, amb la finalitat de donar a conèixer els criteris a seguir, per vetllar pel prestigi del vi d’Alella, proposats des de aquest Consejo Regulador, impulsat per les llavors Hermandades Sindicales de Labradores y Ganaderos de Teià, Alella i Tiana. Inicialment (1956) les vinyes havien d’estar en els termes d’Alella, el Masnou, Montgat, Teià, Tiana, Martorelles, Santa Maria de Martorelles, Sant Fost de Capcentelles, Vallromanes, Premià de Dalt, Vilassar de Dalt, Cabrils i Premià de Mar.
Actualment, s'han incorporat a la D.O. Alella, les vinyes dels termes d’Argentona, Òrrius, la Roca del Vallès, Montornès del Vallès i Vilanova del Vallès. De manera sintètica, per tal de conèixer aquesta D.O, tenim que la superfície de vinya és de 560 hectàrees, conreada per 137 viticultors, que elaboren el vi en 6 cellers, amb una producció entorn als 8000 hectolitres (web D.O. Alella 13.10.08). Endemés la creació de la D.O. d’Alella, ha estat un factor clau per a la perduració de l’agricultura en el Maresme, com a factor econòmic encara en el segle XXI. Tot i que hem de pensar, que el sector primari era un segment dominant de l'economia d’aquesta comarca, fins bona part del segle xx, en què la pressió urbanística barcelonina ha transformat el territori.

## Fons
L'ACM és un centre d'informació sobre la globalitat del patrimoni documental del Maresme. Els fons i documents que actualment es guarden a l'arxiu s'organitzen a partir d'un quadre de fons, a través del qual en podrem obtenir un primer contacte d'identificació dels diversos fons i l'abast cronològic. La principal missió de l'ACM és vetllar per la conservació del patrimoni documental de la comarca. Conserva documentació des del segle xii fins al segle XXI produïts per diferents ens públics (notarial, judicial, de l’administració local, de l’administració autonòmica...) i de privats (familiars, d’empreses, associacions, entitats i corporacions i personals).
Entre la documentació custodiada destaquem el fons del Districte Notarial de Mataró (1715-1990); el fons Municipal de Mataró (1454-2010) i el fons de la Comptadoria d’Hipoteques del Districte de Mataró (1768-1862); el fons del Consell Comarcal del Maresme; els fons dels jutjats de Mataró i d'Arenys, així com els fons de gairebé totes les cambres agràries de les poblacions del Maresme. Des del 2016 l'Arxiu Comarcal del Maresme també custodia els fons municipals de Cabrera de Mar, Teià, Caldes d'Estrac, Santa Susanna, Sant Pol de Mar, Òrrius i Sant Vicenç de Montalt i des del 2017 també el d'Alella. Val també destacar les col·leccions de cartells, de pergamins, de patents de sanitat, de bans, crides, proclames i anuncis. Compta amb notables fons i col·leccions fotogràfiques com ara el dels fotògrafs Carreras de Mataró o el del fotògraf Joaquim Magem de Teià, així com els fons d'imatges d'alguns rotatius extingits. Entre els fons d'institucions, entitats i empreses destaquen el de l'Hospital de Sant Jaume i Santa Magdalena (segles.XIII-XX), el de les Cristalleries de Mataró, el de la Mútua Mataronina d'assegurances contra incendis i el del Procurador Josep de C. Tuñí i Falguera que comprèn els fons familiars de gran quantitat de famílies de Mataró, Argentona, Llavaneres, Dosrius, Cabrera, Vilassar... Entre els fons familiars destaca el fons del Mas Jordà de Santa Susanna amb una cronologia que s'estén des de 1227 fins a 1901.
L’Arxiu Comarcal del Maresme conserva una extensa i molt completa hemeroteca de publicacions específiques d’abast local i comarcal que conté més de 1000 capçaleres que abracen un abast cronològic que va des de la segona meitat del segle xix fins a l'actualitat i que en part és consultable en línia a través del repositori de premsa històrica dels Arxius Comarcals de Catalunya XAC-Premsa. Dins d’aquesta secció hi ha una nodrida representació de premsa clandestina de la darreria de la dictadura franquista.
L’Arxiu Comarcal vetlla per la conservació i la seguretat dels fons que rep i en garanteix l’accés i la consulta. Programa exposicions periòdiques i mostres documentals i activitats de difusió per diferents públics sobretot per escoles i instituts i participa en col·laboracions científiques. Anualment, pels volts de Nadal ofereix una jornada de portes obertes.
Tanmateix l’ACM és una eina al servei dels Ajuntaments i ens locals als quals els assessora en matèria de gestió documental (documentació analògica i electrònica), accés a la informació i transparència administrativa. L'Arxiu Comarcal del Maresme, a 31 de desembre de 2014, custodiava més de 3.161.96 metres lineals de documentació.